# Raphidia (Nigroraphidia) friederikae
Raphidia (Nigroraphidia) friederikae is een kameelhalsvliegensoort uit de familie van de Raphidiidae. De soort komt voor in Turkije.
Raphidia (Nigroraphidia) friederikae werd voor het eerst wetenschappelijk beschreven door H. Aspöck & U. Aspöck in 1967.